# Horsskärsfjärden
Horsskärsfjärden är en fjärd i Finland. Den ligger i landskapet Österbotten, i den västra delen av landet, 400 km nordväst om huvudstaden Helsingfors.
Horsskärsfjärden begränsas av Björnskäret i väster, Horsskäret i norr, Boskär i öster samt Långskär och Gloskäret i söder. I söder ansluter den till Äspskärsfjärden.